# شارلوت را
شارلوت را (انگلیسی: Charlotte Rae؛ زادهٔ ۲۲ آوریل ۱۹۲۶ – درگذشتهٔ ۵ اوت ۲۰۱۸) هنرپیشه، و خوانندهٔ اهل ایالات متحدهٔ آمریکا بود. او از سال ۱۹۵۲ تا ۲۰۱۸ مشغول فعالیت بود.

## گزیده فیلمشناسی

### سینما
- موزها (۱۹۷۱)
- الماس داغ (۱۹۷۲)
- مو (فیلم) (۱۹۷۹)
- تام و جری: فیلم سینمایی (۱۹۹۲)
- تو حریف زوهان نمی‌شی (۲۰۰۸)
- کلبه کریسمس (۲۰۰۸)
- ریکی و فلش (۲۰۱۵)

### تلویزیون
- سسمی استریت (۱۹۷۱–۷۲)
- خانواده پارتریج (۱۹۷۲)
- بخش فوریت‌های پزشکی (مجموعه تلویزیونی) (۲۰۰۸)
- زندگی (سریال آمریکایی) (۲۰۰۹)
- دروغ‌گوهای کوچک زیبا (۲۰۱۱)

### تئاتر
- اپرای سه‌پولی (۱۹۵۴)
- رانندگی برای خانم دیزی (۱۹۸۹)